# Juglanina
La juglanina o yuglanina es un flavonol encontrado en Polygonum aviculare.